# Oseltamivir
Oseltamivir je antivirotikum komerčně dostupné pod názvem Tamiflu, vyvinuté firmou Gilead Sciences a vyráběné firmou Roche. Chemicky se jedná o ester derivátu cyklické karboxylové diaminokyseliny. Jako účinná látka se užívá její sůl s kyselinou fosforečnou, oseltamivir-fosfát, latinsky oseltamivirum phosphatum, bílá krystalická látka bez zápachu.

## Mechanismus účinku
Je to vedle zanamiviru (Relenza® od firmy GlaxoSmithKline) druhá známá látka zamezující množení chřipkových virů. Oseltamivir funguje jako inhibitor neuraminidázy a je používán na léčbu a profylaxi chřipky typů A a B, ke kterým patří i viry tzv. ptačí chřipky, H5N1 a prasečí chřipky. Působí na povrchový enzym chřipkového viru, a tím znemožňují tvorbu a uvolňování nově vznikajících virů z infikovaných buněk.

## Ptačí chřipka 2005/06

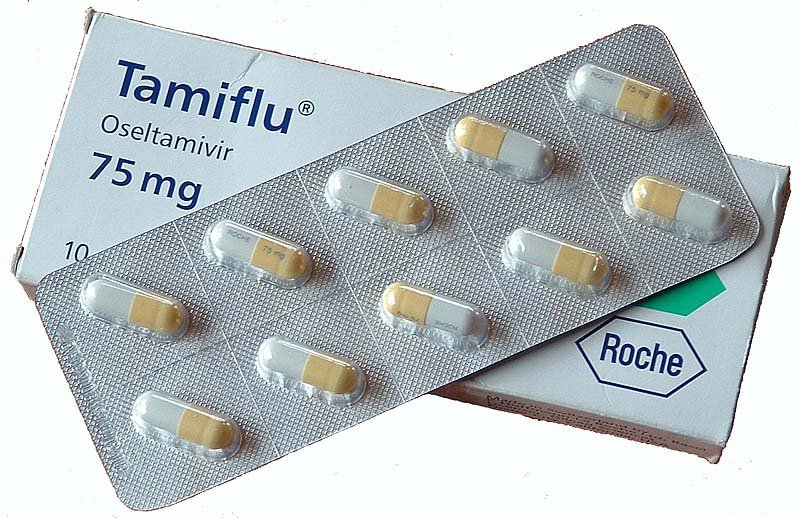
Balení Tamiflu

Na podzim 2005 doporučila Světová zdravotnická organizace (WHO) vládám toto léčivo k obraně proti možné epidemii ptačí chřipky způsobované virem H5N1. Podle tohoto doporučení měly vlády zajistit zásoby léku nejméně pro 25 % populace v předpokladu, že tím umožněnou rychlou distribucí by bylo možné zachytit první hlavní vlnu nástupu epidemie, očekávané v zimě 2005/2006.

### Kritika účinnosti
V roce 2013 Roche uvolnil data ze zkoušek organizaci Cochrane Collaboration. Ta ve své studii tvrdí, že Tamiflu není o nic lepší než obyčejný paracetamol, proti čemuž se Roche ohradilo a kritizovalo statistické metody využité ve studii od Cochrane Collaboration. Roche později financovala rozšíření a přezkoumání účinnosti inhibitorů neuraminidáz, tato studie dospěla k názoru, že léčba pomocí tohoto typu léků snižuje úmrtnost na chřipku, tento efekt se ale dramaticky snižuje, pokud je podán více než dva dny po výskytu příznaků a tento efekt nebyl statisticky významný v případě dětí.